# Tragia kirkiana
Tragia kirkiana är en törelväxtart som beskrevs av Johannes Müller Argoviensis. Tragia kirkiana ingår i släktet Tragia och familjen törelväxter. Inga underarter finns listade i Catalogue of Life.